# Concrete5
Concrete5 – rozprowadzany na zasadach wolnego i otwartego oprogramowania system zarządzania treścią (CMS) napisany w języku PHP, wykorzystujący bazę danych MySQL. Umożliwia edycję treści bezpośrednio na stronie, co czyni go szczególnie przyjaznym dla osób o niewielkich umiejętnościach komputerowych.

## Kod
Kod Concrete5 oparty jest na architekturze Model-View-Controller oraz programowaniu obiektowym. Zdecydowana większość kodu JavaScript jest oparta na bibliotece jQuery, natomiast część zaawansowanych funkcji PHP (jak np. obsługa cache) pochodzi z bibliotek Zend.

## Główne cechy systemu concrete5
Jedną z najważniejszych cech Concrete5 jest możliwość edycji treści bezpośrednio na stronie, na której są one prezentowane. Struktura pojedynczej strony opiera się o bloki, którymi mogą być dowolne treści, kod HTML, automatyczna nawigacja, obiekty flash, ankiety, obrazy, formularze i tym podobne. Położenie bloków na stronie można zmieniać metodą „przeciągnij i upuść”. Poszczególne podstrony w mapie witryny są od siebie niezależne, tak, że można dowolnie zmieniać ich położenie między sobą, przy czym nie ma ograniczeń w głębokości umieszczania poszczególnych podstron pod innymi.

## Licencja
Concrete5 jest oprogramowaniem wolnym i otwartym objętym licencją MIT.

## Concrete5 w Polsce
Program Concrete5 zaprzestano rozwijać w języku polskim, wersja 5.4.2.1 jest ostatnią przetłumaczoną na język polski. W ostatnim czasie popularność Concrete5 w Polsce mocno spadła ze względu na umacniającą się pozycje WordPressa, pomimo tego nie zaprzestano rozwijania programu w języku angielskim.